# Beginselethiek
De beginselethiek is een ethische visie. Bij beginselethiek wordt steeds het beginsel als uitgangspunt genomen. Bij de oplossing van het probleem dient steeds ethisch juist gedaan te worden.
Of nog, men stelt een ethisch doel voorop (helpen van iemand in nood), maar hoe men dit bewerkstelligt is niet de hoofdzaak.
Bij beginselethiek wordt steeds een beginsel (of principe) als uitgangspunt genomen voor de ethische beslissing. Voorbeeld van zulke beginselen zijn: recht op privacy, gelijkwaardigheid, eerbied voor het leven, menselijke waardigheid. Een definitie van beginselethiek is: bij de oplossing van een ethisch probleem dient steeds recht gedaan te worden aan een of meer beginselen. Met andere woorden: het beginsel dient zonder meer toegepast te worden, onafhankelijk van de gevolgen.